# Michael Mandiberg

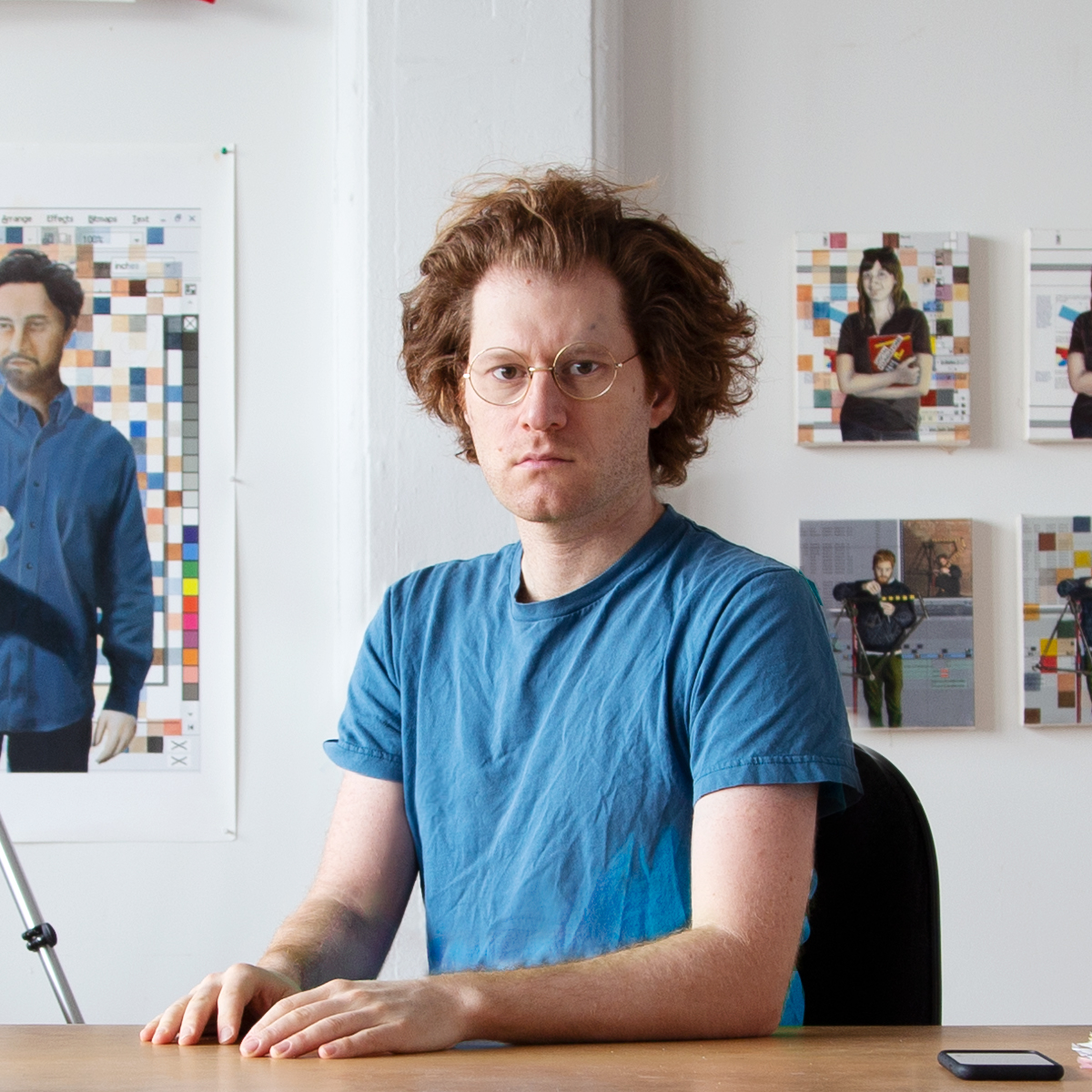
Michael Mandiberg (2019)

Michael Mandiberg (* 22. Dezember 1977 in Detroit) ist eine US-amerikanische kunstschaffende Person.

## Karriere
Mandiberg hat eine Professur für Medienkultur am College of Staten Island inne.

## Ausgewählte Werke
- 2001 schuf Mandiberg "Shop Mandiberg", eine Website, auf der Mandibergs gesamte Wohnungseinrichtung, von der Zahnpastatube bis zur Geldbörse einschließlich Kreditkarte, zum Verkauf angeboten wurde.[3][4]
- "Oil Standard", geschaffen 2006, ist ein Firefox-Addon, das angezeigte Preise automatisch durch deren Äquivalent in Rohöl-Barrel ausdrückt.[5]
- Print Wikipedia: from Aachen to Zylinderdruckpresse (2016), eine Ausstellung, die das in der Wikipedia zusammengebrachte Wissen analog begreifbar machen soll. Dazu wurde der gesamte Inhalt der deutschsprachigen Wikipedia in 3406 ausdruckbare Bände zusammengefasst, von denen 100 gedruckt wurden. Die restlichen Bände wurden als Fototapete dargestellt. Die Ausstellung nimmt ein ganzes Zimmer ein.[6]

## Privates
Mandiberg lebt in New York.